# Nová Ves (Liberec)
Nová Ves è un comune della Repubblica Ceca facente parte del distretto di Liberec, nella regione omonima.